# Constance Picaud
Pour les articles homonymes, voir Picaud.
Constance Picaud, née le 5 juillet 1998 à Challans en Vendée, est une footballeuse internationale française, qui joue au poste de gardienne de but au FC Fleury 91.

## Biographie
Constance Picaud commence le football à l'US Marais-Beauvoir-sur-Mer, en Vendée.

### En club
Elle débute en senior avec l'ÉSOF La Roche-sur-Yon à 17 ans, où elle est remplaçante derrière Romane Bruneau. Elle passe titulaire lorsque cette dernière quitte le club, au moment de sa relégation en deuxième division. Elle a un contrat amateur, et cumule donc avec deux emplois, plus une activité de sapeur-pompier volontaire.
Elle signe son premier contrat professionnel au Havre AC en 2019, où elle dispute sa première saison en tant que titulaire en première division.
En 2021, elle rejoint le Paris Saint-Germain, qui veut compenser le départ de Christiane Endler, mais se blesse dès la pré-saison.
Lors de la saison 2023-2024, elle est co-titulaire dans les buts en alternance avec Katarzyna Kiedrzynek. Le 4 mai 2024, elle remporte la coupe de France en tant que titulaire.
Le 28 juin 2024, elle annonce quitter le PSG pour rejoindre Fleury dans l'optique d'être gardienne n°1 à temps plein. Elle signe un contrat de 1 an avec le club francilien.

### En sélection
Appelée d'abord pour un camp d'entraînement, elle est sélectionnée avec l'équipe de France U16. Elle est appelée pour la première fois en équipe A en février 2021, et est titularisée pour la première fois en équipe de France le 18 février 2023 contre l’Uruguay .
Elle est sélectionnée dans les 23 pour la Coupe du Monde 2023, elle y est la deuxième gardienne mais n'entre pas en jeu.
Elle est titulaire lors des deux premiers matchs de la saison 2023-2024, dans le cadre de la Ligue des Nations. Elle n'encaisse pas de but lors des matchs contre le Portugal et l'Autriche.
A l'annonce de la liste pour les matchs de Ligue des Nations face à la Norvège, Hervé Renard annonce qu'on peut considérer qu'elle est gardienne n°1.
Le 8 juillet 2024, elle est sélectionnée sur la liste principale en vue des JO de Paris en tant que 2ème gardienne. Elle entre en jeux au cours du match face au Canada, après la blessure de Pauline Peyraud-Magnin. Elle est titulaire lors du match face au Brésil.
Le 24 octobre 2024, le nouveau sélectionneur de l'équipe de France, Laurent Bonadei, annonce qu'elle est gardienne numéro 1 de l'Equipe de France. Elle est titulaire pour le premier match de la saison 2024-2025 face à la Jamaïque (3-0).
Le 5 juin 2025, elle figure dans la liste des 23 joueuses retenues par Laurent Bonadei pour disputer le Championnat d'Europe en Suisse.

## Statistiques
| Saison                | Club                  | Championnat           | Championnat | Championnat | Coupe(s) nationale(s) | Coupe(s) nationale(s) | Compétition(s) continentale(s) | Compétition(s) continentale(s) | Compétition(s) continentale(s) | Sélection | Sélection | Sélection | Total | Total |
| Saison                | Club                  | Division              | M.          | B.          | M.                    | B.                    | Comp.                          | M.                             | B.                             | Équipe    | M.        | B.        | M.    | B.    |
| 2019-2020             | Le Havre              | Division 1            | 19          | 0           | -                     | -                     | -                              | -                              | -                              | -         | -         | -         | 19    | 0     |
| 2020-2021             | Le Havre              | Division 1            | 21          | 0           |                       | 0                     | -                              | -                              | -                              | -         | -         | -         | 21    | 0     |
| Sous-total            | Sous-total            | Sous-total            | 40          | 0           |                       | 0                     | -                              | -                              | -                              | -         | -         | -         | 40    | 0     |
| 2021-2022             | Paris Saint Germain   | Division 1            | 1           | 0           |                       | 0                     | C1(F)                          | -                              | -                              | France    | -         | -         | 1     | 0     |
| 2022-2023             | Paris Saint Germain   | Division 1            | 6           | 0           |                       | 0                     | C1(F)                          | 1                              | -                              | France    | 2         | -         | 9     | 0     |
| 2023-2024             | Paris Saint Germain   | Division 1            | 12          | 0           | 2                     | 0                     | C1(F)                          | 5                              | -                              | France    | 6         | -         | 25    | 0     |
| Sous-total            | Sous-total            | Sous-total            | 19          | 0           | 2                     | 0                     | -                              | 6                              | -                              | -         | 8         | 0         | 35    | 0     |
| 2024-2025             | Fleury                | Division 1            | 4           | 0           | 0                     | 0                     | -                              | -                              | -                              | France    | 1         | -         | 5     | 0     |
| Sous-total            | Sous-total            | Sous-total            | 4           | 0           | 0                     | 0                     | -                              | 0                              | -                              | -         | 1         | 0         | 5     | 0     |
| Total sur la carrière | Total sur la carrière | Total sur la carrière | 59          | 0           | 2                     | 0                     | -                              | 6                              | -                              | -         | 9         | 0         | 76    | 0     |

## Vie privée
Constance Picaud fait partie des deux joueuses française officiellement lesbiennes lors de la coupe du Monde 2023,. Depuis 2015, elle s'affiche de temps en temps en compagnie de sa compagne sur les réseaux sociaux.
En décembre 2023, elle annonce, sur les réseaux sociaux, qu'elle et sa compagne attendent un bébé pour le printemps 2024. Le 27 mars 2024, elle annonce sur les réseaux sociaux la naissance de la petite Anaë.